# Radio Clásica
Radio Clásica est une station de radio publique espagnole appartenant au groupe Radio Nacional de España. Elle est lancée le 22 novembre 1965 sous le nom de « Segundo programa de RNE », puis devient « RNE-2 » jusqu'en 1994, où elle prend son nom actuel. 
Comme son nom l'indique, elle consacre la plus grande partie de son temps d'antenne à la « grande musique » : musique classique, baroque ou opéra, mais aussi à des genres musicaux quelque peu négligés par les radios commerciales : musique traditionnelle, jazz, flamenco, zarzuela bénéficient ainsi d'émissions spécialisées. Radio Clásica collabore activement avec l'Union européenne de radio-télévision (UER), l'orchestre et les chœurs de la RTVE, l'orchestre symphonique de Barcelone, la fondation Juan March et le Grand théâtre du Liceu, afin d'offrir aux auditeurs de la station des concerts de qualité, en direct ou en différé. 
Radio Clásica émet en modulation de fréquence (FM) sur l'ensemble du territoire espagnol, et peut également être captée à Gibraltar, dans le nord du Maroc, en Andorre, et dans les régions frontalières du Portugal et de la France. La station est reprise sur la TDT (réseau numérique terrestre espagnol), proposant une version en Haute Qualité (HQ) soit un son de 320 kb/s. Elle est par ailleurs diffusée par satellite en Europe (Astra 1 et Hispasat) et en Amérique (Intelsat), ainsi que sur internet via le site de Radio Nacional de España.

## Histoire
En 2005, elle reçoit la Médaille d'or du mérite des beaux-arts par le Ministère de l'Éducation, de la Culture et des Sports.

## Identité visuelle

### Logos de Radio Clásica
| 1988 - 1994 | 1994 - 1999 | 1999 - 2008 | 2008 - Aujourd'hui |
| ----------- | ----------- | ----------- | ------------------ |

## Organisation

### Directeurs
- Enrique Franco Manera (1965-1982)
- Arturo Reverter y Gutiérrez de Terán (1982-1986)
- José María Quero (1986-1989)
- Arturo Reverter y Gutiérrez de Terán (1990)
- Miguel Alonso Gómez (1991)
- Adolfo Gross (1992-2004)
- José Manuel Berea (2004-2008)
- Fernando Palacios (2008-2010)
- Ana Vega Toscano (2010-2014)
- Carlos Sandúa (2014-aujourd'hui)

## Diffusion
La station est diffusée en FM à travers toute l'Espagne, ainsi que dans les enclaves de Ceuta et Melilla:

### Fréquences principales
| Province      | MHz   |
| ------------- | ----- |
| Îles Baléares | 87,9  |
| Lugo          | 88,2  |
| Alicante      | 88,6  |
| Lérida        | 89,2  |
| Guipuscoa     | 90,0  |
| Jaén          | 90,0  |
| Castellón     | 90,3  |
| Séville       | 90,6  |
| Saragosse     | 90,9  |
| Gérone        | 91,1  |
| Grenade       | 91,1  |
| La Corogne    | 91,6  |
| Pontevedra    | 92,1  |
| Asturies      | 92,2  |
| Almería       | 92,4  |
| Huelva        | 92,6  |
| Barcelone     | 93,0  |
| Cantabrie     | 93,0  |
| León          | 91,1  |
| Séville       | 93,7  |
| Cadix         | 94,5  |
| Madrid        | 96,5  |
| Zamora        | 96,7  |
| Navarre       | 97,5  |
| Cáceres       | 97,7  |
| Malaga        | 98,1  |
| Murcie        | 98,2  |
| Madrid        | 98,8  |
| Valence       | 106,6 |